# Oxyopes annulipes
Oxyopes annulipes là một loài nhện trong họ Oxyopidae.
Loài này thuộc chi Oxyopes. Oxyopes annulipes được Tord Tamerlan Teodor Thorell miêu tả năm 1890.